# Festival international du film de Mar del Plata 2019
Le Festival international du film de Mar del Plata 2019, 34e édition du festival, se déroule du 9 au 18 novembre 2019.

## Déroulement et faits marquants
Le 17 novembre 2019, le palmarès est dévoilé : le film espagnol Viendra le feu (O que arde) de Oliver Laxe remporte l'Astor d'or du meilleur film. L'Astor du meilleur réalisateur est remis à Pedro Costa pour Vitalina Varela et Angela Schanelec pour I Was at Home, but (Ich war zuhause, aber).

## Jury

### Compétition internationale
- Maialen Beloki Berasategui,
- Nicole Brenez, critique
- Fernando E. Juan Lima,
- Birgit Kohler,
- Lee Ranaldo, musicien, cofondateur du groupe Sonic Youth

### Compétition latino-américaine
- Nicolás Pereda
- Lina Rodríguez
- Graham Swon

## Sélection

### En compétition internationale
- La Vie invisible d'Eurídice Gusmão (A Vida Invisível de Eurídice Gusmão) de Karim Aïnouz  Brésil
- Black Magic for White Boys de Onur Tukel  États-Unis
- El cuidado de los otros de Mariano González  Argentine  Uruguay
- I Was at Home, but (Ich war zuhause, aber) de Angela Schanelec  Allemagne  Serbie
- Eva en août (La virgen de agosto) de Jonás Trueba  Espagne
- Les Enfants d'Isadora de Damien Manivel  France
- Los sonámbulos de Paula Hernández  Argentine  Uruguay
- Viendra le feu (O que arde) de Oliver Laxe  Espagne
- Planta permanente de Ezequiel Radusky  Argentine  Uruguay
- Scattered Night de Kim Sol et Lee Jihyoung  Corée du Sud
- South Mountain de Hilary Brougher  États-Unis
- Vitalina Varela de Pedro Costa  Portugal

### En compétition latino-américaine
- La Fièvre (A febre) de Maya Da-Rin  Brésil
- Ficción privada de Andrés Di Tella  Argentine
- En medio del laberinto de Salomón Pérez  Pérou
- La protagonista de Clara Picasso  Argentine
- Lemebel de Joanna Reposi Garibaldi  Colombie  Chili
- Lina de Lima de María Paz González  Argentine  Chili  Pérou
- Nunca subí el Provincia de Ignacio Agüero  Chili
- Por el dinero de Alejo Moguillansky  Argentine
- Sirena de Carlos Piñeiro  Bolivie  Chili
- Um filme de verão de Jo Serfaty  Brésil
- Vendrá la muertey tendrá tus ojos de José Luis Torres Leiva  Chili  Argentine
- El silencio del cazador de Martín Desalvo  Mexique  Colombie

## Palmarès

### En compétition internationale
- Astor d'or du meilleur film : Viendra le feu (O que arde) de Oliver Laxe
- Astor du meilleur réalisateur (exæquo) : Pedro Costa pour Vitalina Varela, et Angela Schanelec pour I Was at Home, but (Ich war zuhause, aber)
- Astor de la meilleure actrice : Liliana Juárez pour son rôle dans Planta permanente
- Astor du meilleur acteur : Ventura pour son rôle dans Vitalina Varela
- Astor du meilleur scénario : Oliver Laxe et Santiago Fillol pour Viendra le feu (O que arde)

### En compétition latino-américaine
- Meilleur long-métrage : La Fièvre (A febre) de Maya Da-Rin
- Mention spéciale : Vendrá la muertey tendrá tus ojos de José Luis Torres Leiva
- Meilleur court-métrage : Plano controle de Juliana Antunes